# 52 Cygni
52 Cygni, som är stjärnans Flamsteed-beteckning, är en ensam stjärna belägen i den södra delen av stjärnbilden Svanen. Den har en skenbar magnitud på ca 4,22 och är svagt synlig för blotta ögat där ljusföroreningar ej förekommer. Baserat på parallaxmätning inom Hipparcosuppdraget på ca 16,2 mas, beräknas den befinna sig på ett avstånd på ca 201 ljusår  (ca 62 parsek) från solen. Den rör sig närmare solen med en heliocentrisk radialhastighet av ca -0,7 km/s.

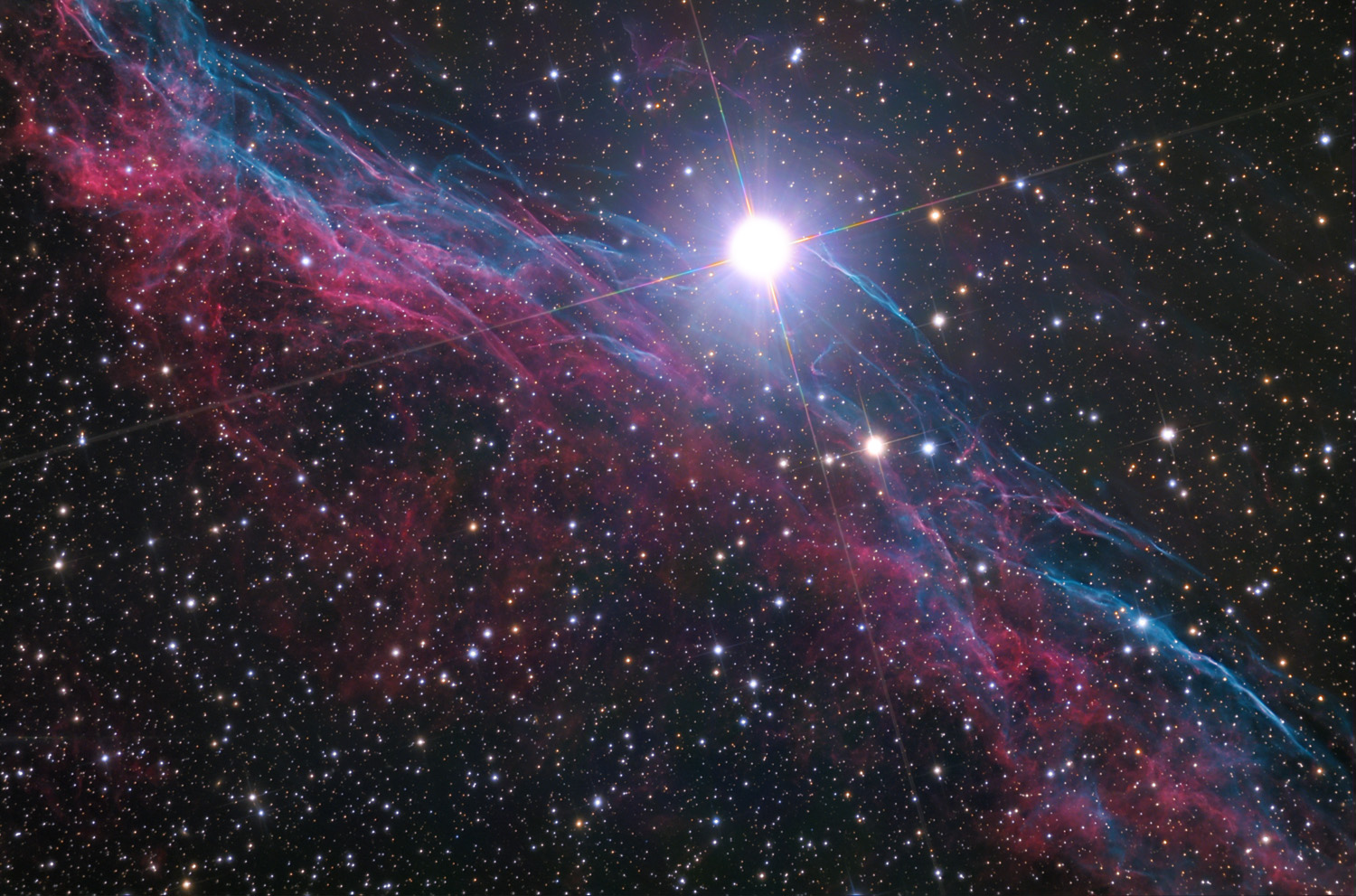
52 Cygni tillsammans med NGC 6960, som är en del av Nätverksnebulosan.

## Egenskaper
52 Cygni är en gul till vit jättestjärna av spektralklass G9.5 III. Stjärnan befinner sig förmodligen på den horisontella jättegrenen, och genererar energi genom termonukleär fusion av helium i dess kärna, även om det finns 25 procent sannolikhet för att den fortfarande är på den röda jättegrenen och har fusion av väte i ett skal runt en heliumkärna. Den har en massa som är ca 2 solmassor, en radie som är ca 14 solradier och utsänder ca 89 gånger mera energi än solen från dess fotosfär vid en effektiv temperatur av ca 4 700 K.
Med en vinkelseparation av 6,0 bågsekunder från 52 Cygni finns en svag följeslagare av magnitud 9,5.